# Torriglia
Torriglia (en ligur Torriggia) és un comune italià, situat a la regió de la Ligúria i a la ciutat metropolitana de Gènova. El 2011 tenia 2.384 habitants.

## Geografia
Situat en una zona de turons als peus del mont Prelà (1.406 m), al nord de Gènova, el comune compta amb una superfície de 60,02 km² i les frazioni de Bavastri, Buoni di Pentema, Casaleggio, Obbi, Cavorsi, Costafontana, Costalunga, Costapianella, Costazza, Donderi, Donetta, Fallarosa, Fascia di Carlo, Frevada, Garaventa, Laccio, Marzano, Olcesi, Passo della Scoffera, Pentema, Pezza, Ponte Trebbia, Porto, Riola, Serre di Pentema, Siginella, Tecosa, Tinello i Vi. Limita amb les comunes de Davagna, Lorsica, Lumarzo, Moconesi, Montebruno, Montoggio, Neirone, Propata, Rondanina i Valbrevenna.